# فقه التاجر المسلم وآدابه (كتاب)
كتاب فقه التاجر المسلم وآدابه، كتاب فقهي من تأليف أستاذ الفقه والأصول في جامعة القدس، وصاحب سلسلة يسألونك الفقهية ا.د.حسام الدين عفانة، باللغة العربية، وقد ترجم د. ثروت بايندر من جامعة إسطنبول الكتاب إلى اللغة التركية.

## عدة طبعات

غلاف الكتاب المترجم للتركية

وفي وسط عام 2014 صدرت في إسطنبول في تركيا الطبعة الثالثة من الترجمة التركية لكتاب ” فقه التاجر المسلم ”، ويقع الكتاب في 436 صفحة وقام بترجمته إلى اللغة التركية الدكتور ثروت بايندر من جامعة إسطنبول التركية وسبق أن صدرت الطبعة الأولى من الترجمة التركية سنة 2007م والثانية سنة 2011م وأما أصل كتاب “فقه التاجر المسلم” باللغة العربية فقد صدر سنة 2005 م.

## محتوياته
فهرس الموضوعات
مقدمة
- تمهيد في التفقه في أحكام التجارة

التجارة في الكتاب والسنة
- التجارة في الكتاب الكريم
- التجارة في السنة النبوية
- التجارة لا تلهي عن الواجبات عامة ولا تلهي عن الصلوات خاصة
- التجار من الصحابة

فقه التجارة
- البيع وشروطه
- الكسب الحلال
- ضوابط الكسب
- توثيق المعاملات بالكتابة
- الإشهاد على العقد
- حكم البيع والشراء وقت النداء لصلاة الجمعة
- كيفية حساب زكاة أموال التجارة
- يقدر نصاب النقود في الزكاة بالذهب دون الفضة
- زكاة مال الشركاء
- زكاة الأسهم
- زكاة البضاعة الكاسدة
- التهرب من أداء الزكاة
- تعجيل الزكاة
- لا يجوز احتساب الدين من الزكاة
- لا يصح تأخير صرف الزكاة لمستحقيها
- مصارف الزكاة
- صرف الزكاة للعمال العاطلين عن العمل
- مصرف (وفي سبيل الله) في آية الصدقات
- دفع الزكاة للأقارب
- حكم أخذ غير المستحق من أموال الزكاة
- تحديد ربح التجار
- العربون في البيع جائز
- تسمية الثمن في البيع شرط لصحته
- معنى قول النبي - صلى الله عليه وسلم - (لا تبع ما ليس عندك)
- البيع بالتقسيط
- بيع الجزاف
- السمسرة وأجرة السمسار في البيع وغيره
- الفرق بين البنوك الإسلامية والبنوك الربوية
- الفرق بين الربح والربا
- بيع المرابحة للآمر بالشراء
- يحرم وضع المال في البنوك الربوية
- الحساب الجاري في البنوك الربوية
- التقسيط الميسر مع البنوك الربوية
- حساب التوفير ربا
- الاقتراض بالربا (الفائدة) للضرورة!!
- بيع العينة وبيع التورق
- كل قرض جر نفعا فهو ربا
- تحريم الكفالة في قرض ربوي
- حكم شراء أسهم الشركات التي تتعامل بالربا أحيانا
- حكم السندات
- التخلص من الفوائد الربوية
- حكم التعامل ببطاقات الائتمان (بطاقات الفيزا) وغيرها
- حكم التعامل في الأسواق المالية (البورصة)
- استلام الشيك الحال بمثابة قبض النقود
- التعامل بالشيكات الآجلة
- بيع الشيكات المؤجلة بعملة أخرى
- صرف العملة مع تأجيل القبض
- حكم شراء الذهب بالشيكات وحكم بيع الذهب إلى أجل
- حكم بيع الحلي الذهبية القديمة بجديدة
- صرف دولارات من الفئة الكبيرة بدولارات من الفئة الصغيرة
- الاختلاف بين البائع والمشتري بسبب هبوط قيمة العملة
- سداد الدين بعملة أخرى
- الخصم من الدين إذا عجل المدين السداد
- لا يصح اشتراط عقد آخر مع القرض
- المماطلة في سداد الدين
- عقد المضاربة
- لا تجوز المشاركة بالمال مقابل مبلغ ثابت من الربح
- يجوز تقاضي الشريك راتبا شهريا زيادة على نسبته في الربح
- بيع المزايدة
- الغبن في التجارة
- لا يجوز شراء المال المسروق
- خلو الرجل
- لا يجوز بيع الطعام قبل قبضه
- البضاعة المباعة لا ترد ولا تستبدل
- الإعلانات التجارية
- جوائز التجار
- بيع المحرمات المتاجرة بأفلام الفيديو والمجلات الإباحية
- بيع التماثيل والصلبان في محلات السنتواري وغيرها
- استعمال الدمى لعرض الملابس
- حكم بيع الأغذية المصنعة المنتهية الصلاحية
- بيع العنب لمن يعصره خمرا
- بيع السجائر
- بيع الكلاب

آداب التاجر
- أخلاق التاجر المسلم
- من آداب التاجر النية الصالحة
- من آداب التاجر التبكير في طلب الرزق
- من آداب التاجر أن يذكر الله تعالى إذا دخل السوق
- من آداب التاجر طرح السلام ورده
- من آداب التاجر السماحة في البيع والشراء وإنظار المعسر
- من آداب التاجر الصدق والأمانة
- من آداب التاجر الخلق الحسن
- من آداب التاجر وفاء الكيل والميزان
- من آداب البيع والشراء خلطهما بالصدقة
- من آداب التاجر الوفاء بالوعد
- من آداب التاجر الإقالة
- من آداب التاجر وضع الجوائح
- أخي التاجر إياك وحلف الأيمان!
- أخي التاجر إياك والغش!
- أخي التاجر إياك أن تبيع سلعة معيبة دون أن تبين للمشتري العيب
- أخي التاجر عليك رد المفقودات إلى أصحابها
- أخي التاجر إياك والنجش
- أخي التاجر احذر الرشوة والهدية للمسوؤل
- أخي التاجر احذر أكل السحت
- أخي التاجر احذر من استعمال الورق المكتوب عليه الآيات القرآنية لتغليف السلع
- أخي التاجر احذر الأمور التالية: